# Kvinnsgröta alvar
Kvinnsgröta alvar är ett naturreservat i Mörbylånga kommun i Kalmar län.
Området är naturskyddat sedan 1994 och är 138 hektar stort. Reservatet ligger i sydöstra delen av Stora Alvaret nordväst om Gräsgård och består av grusalvar.